# Enteropogon unispiceus
Enteropogon unispiceus là một loài thực vật có hoa trong họ Hòa thảo. Loài này được (F.Muell.) Clayton mô tả khoa học đầu tiên năm 1967.